# Fábio Silvestre
Fábio Silvestre (Sobral de Monte Agraço, 25 de janeiro de 1990), é um ciclista português.
Apesar do legado de seu avô, que terminou no pódio da Volta a Portugal, Fabio Silvestre voltou a sua atenção para as bicicletas somente aos 16 anos. Imediatamente ele começou a conquistar tanto vitórias em contra-relógios e como vitórias ao sprint. Sua habilidade em ambas as especialidades é amplamente demonstrado no palmarés que se conquistou no Campeonato Português de Ciclismo de Estrada Sub-23 (Prova de Estrada e Contra-relógio).
Segundo o próprio Fábio: "2012 foi o sonho para mim, eu aprendi muito com a equipa e eu sou com certeza um ciclista melhor do que antes de entrar para a RadioShack Leopard. Para 2013 eu estou determinado a ajudar a equipa a ganhar tanto quanto possível e esperar.. para sair vitorioso  quando as oportunidades surgirem. "

## Palmarés

### 2013
- Vitória na Trypyque des Monts et Châteaux
- 4º Classificado na Volta à Normandia de 2013
- 24ª no Clássico Handzame

### 2012
- Vitória 2ª Etapa do Giro del Friuli
- 4º no Paris-Tours
- 10º nos Campeonatos Europeus de Estrada

### 2010
- Campeão Nacional Contra-Relógio Sub-23
- Campeão Nacional Estrada Sub-23
- 3º Volta ao Alentejo

## Ligações Externas
- «Perfil página da Equipa». www.leopardtrek.lu